# Zuid-Afrikaanse renmuis
De Zuid-Afrikaanse renmuis (Gerbilliscus paeba)  is een zoogdier uit de familie van de Muridae. De wetenschappelijke naam van de soort werd voor het eerst geldig gepubliceerd door Andrew Smith in 1836.